# Menhir von Ortenberg
Der Menhir von Ortenberg (auch Pipelistein, Bibelistein oder Bibilisstein genannt) ist ein vorgeschichtlicher Menhir bei Ortenberg im Ortenaukreis in Baden-Württemberg.

## Lage und Fundgeschichte
Der Stein befindet sich östlich von Schloss Ortenberg in den Weinbergen. Er stand ursprünglich auf dem Kamm, wurde aber 1875 bei Straßenbauarbeiten um wenige Meter versetzt. Etwa 5 km nördlich befinden sich der Menhir von Rammersweier und der Menhir von Bohlsbach.

## Beschreibung
Der Menhir besteht aus rotem Granit. Er ist annähernd pyramidenförmig und läuft nach oben spitz zu. Bearbeitungsspuren sind nicht erkennbar. Der Stein hat eine Höhe von 168 cm, eine Breite von 78 cm und eine Dicke von 59 cm.
Etwa 200–300 m von dem Menhir entfernt wurden jungsteinzeitliche Artefakte gefunden, darunter eine Axt.

## Der Menhir in regionalen Sagen
In früheren Zeiten gab es den Brauch, dass zwei- bis dreijährige Jungen den Kopf gegen den Stein schlagen mussten, „dann komme Bibeli raus“.